# Henrik Söderbaum
Henrik Gustaf Söderbaum, född 12 mars 1862 i Kalmar, död 23 september 1933 i Djursholm, var en svensk kemist och ständig sekreterare i Kungliga Vetenskapsakademien 1923–33. 
Söderbaum blev student 1879, filosofie doktor 1888 på doktorsavhandlingen Studier öfver platooxalylföreningar, docent i kemi samma år, allt vid Uppsala universitet, lektor i kemi och kemisk teknologi med mineralogi och geognosi vid Chalmers tekniska läroanstalt i Göteborg 1893 samt agrikulturkemist och professor vid Lantbruksakademiens experimentalfält 1899. Han övergick vid denna försöksanstalts omorganisation 1907 till Centralanstalten för försöksväsendet på jordbruksområdet och blev föreståndare för dennas kemiska avdelning till 1923.
Söderbaums vetenskapliga verksamhet ägnades till 1896 dels åt studiet av komplexa platinaföreningar, dels och huvudsakligen åt framställning och undersökning av organiska föreningar av olika grupper, varav resultaten offentliggjordes mestadels i Vetenskapsakademiens översikt och Berichte der deutschen chemischen Gesellschaft, därefter dels åt kemins historia och speciellt åt Jacob Berzelius biografi (från 1901 var han redaktör av Vetenskapsakademiens Berzelius-skrifter), dels åt åkerbrukskemi, på vilket område särskilt hans undersökningar om fosfatens tillgodogörbarhet och olika kvävegödselmedels verkan gett betydelsefulla nya uppslag; resultaten av dessa senare undersökningar har huvudsakligen offentliggjorts i Lantbruksakademiens handlingar och tidskrift och i serien Meddelanden från Centralanstalten för försöksväsendet på jordbruksområdet. Av större arbeten må nämnas Berzelius’ werden und wachsen 1779–1821 (1899), varjämte han utgett Jacob Berzelius. Själfbiografiska anteckningar (1901), Jacob Berzelius. Reseanteckningar (1903) och Jacob Berzelius. Bref (I-II, 1912, III, 1913, IV, 1915, V, 1918).
Söderbaum var ledamot av Vetenskapsakademien (1898), vars preses han var 1912–1913, av Nobelkommittén för kemi sedan 1900, av Vetenskaps- och vitterhetssamhället i Göteborg (1898), av Lantbruksakademien (1901) och av Vetenskapssocieteten i Uppsala (1921). Han blev 1918 vice sekreterare i Vetenskapsakademien, och 1923 dess ständige sekreterare. Från 1925 var han ledamot av Nobelstiftelsens styrelse, och från 1927 vice ordförande i Nobelpriskommittéen. 
Söderbaum erhöll följande vetenskapliga belöningar: Bjurzons 1888, Lindbomska 1892, Bergstedtska priset 1893, Edlundska belöningen 1895. Han tilldelades 1929 Stora priset av Svenska Akademien.
Henrik Söderbaum var son till provinsialläkaren Anders Gustaf Söderbaum (1820–1875) och Emilia Matilda Braun (1833–1870). Han var från 1906 gift med Margareta Lunddahl (1885–1931) som var född i Danmark. De fick fyra barn: verkmästaren Gösta Söderbaum (1907–1960), Birgit Vilén (1908–1994), filmstjärnan Kristina Söderbaum (1912–2001) och dansaren och koreografen Ulla Söderbaum (1915–2009).